# Soulier d'or belge 1998
Le Soulier d'or 1998 est un trophée individuel, récompensant le meilleur joueur du championnat de Belgique sur l'ensemble de l'année 1998. Ceci comprend donc à deux demi-saisons, la fin de la saison 1997-1998, de janvier à juin, et le début de la saison 1998-1999, de juillet à décembre.

## Lauréat
Il s'agit de la quarante-cinquième édition du trophée, remporté par l'attaquant du KRC Genk Branko Strupar. Il est le premier joueur du club limbourgeois à recevoir le Soulier d'Or. Il doit sa victoire à une saison exceptionnelle de Genk, qui termine vice-champion de Belgique en juin 1998, avec Strupar comme meilleur buteur de la saison, tout en remportant la Coupe de Belgique. Le club confirme en début de saison suivante, jouant les premiers rôles d'une saison qu'ils clôtureront en vainqueur.
La deuxième place est occupée par l'autre attaquant du Racing Genk, le guinéen Souleymane Oularé, qui remporte le second tour des votes, mais ne peut combler son retard sur son coéquipier. À la troisième place on retrouve un habitué des places d'honneur, Lorenzo Staelens, passé à Anderlecht durant l'été.

## Le top-5
| Place | Joueur            | Nationalité | Club(s)                          | Points |
| ----- | ----------------- | ----------- | -------------------------------- | ------ |
| 1.    | Branko Strupar    |             | KRC Genk                         | 310    |
| 2.    | Souleymane Oularé |             | KRC Genk                         | 242    |
| 3.    | Lorenzo Staelens  |             | FC Bruges / RSC Anderlecht       | 124    |
| 4.    | Jan Koller        |             | KSC Lokeren                      | 76     |
| 5.    | Tomasz Radzinski  |             | Germinal Ekeren / RSC Anderlecht | 54     |